# مازدا سي إكس-3
مازدا سي إكس-3 هي سيارة الدفع الرباعي كروس أوفر المصنعة في اليابان من قبل مازدا. واستنادا إلى نفس المنصة مثل مازدا2 وتحمل مازدا سي اكس-3 تصميم كودو (Kodo) الخاص بسيارات مازدا الجديدة والذي يوفر انحنائات حادة وديناميكية، تم الكشف عنها للجمهور في معرض للصور في 19 نوفمبر 2014، وأول عرض لها كان بعد يومين في معرض لوس أنجلوس للسيارات لعام 2014، أعتبرت عام 2016 نموذج العام.

## تطوير

### CX3 رايسنغ كونسيبت (2015)

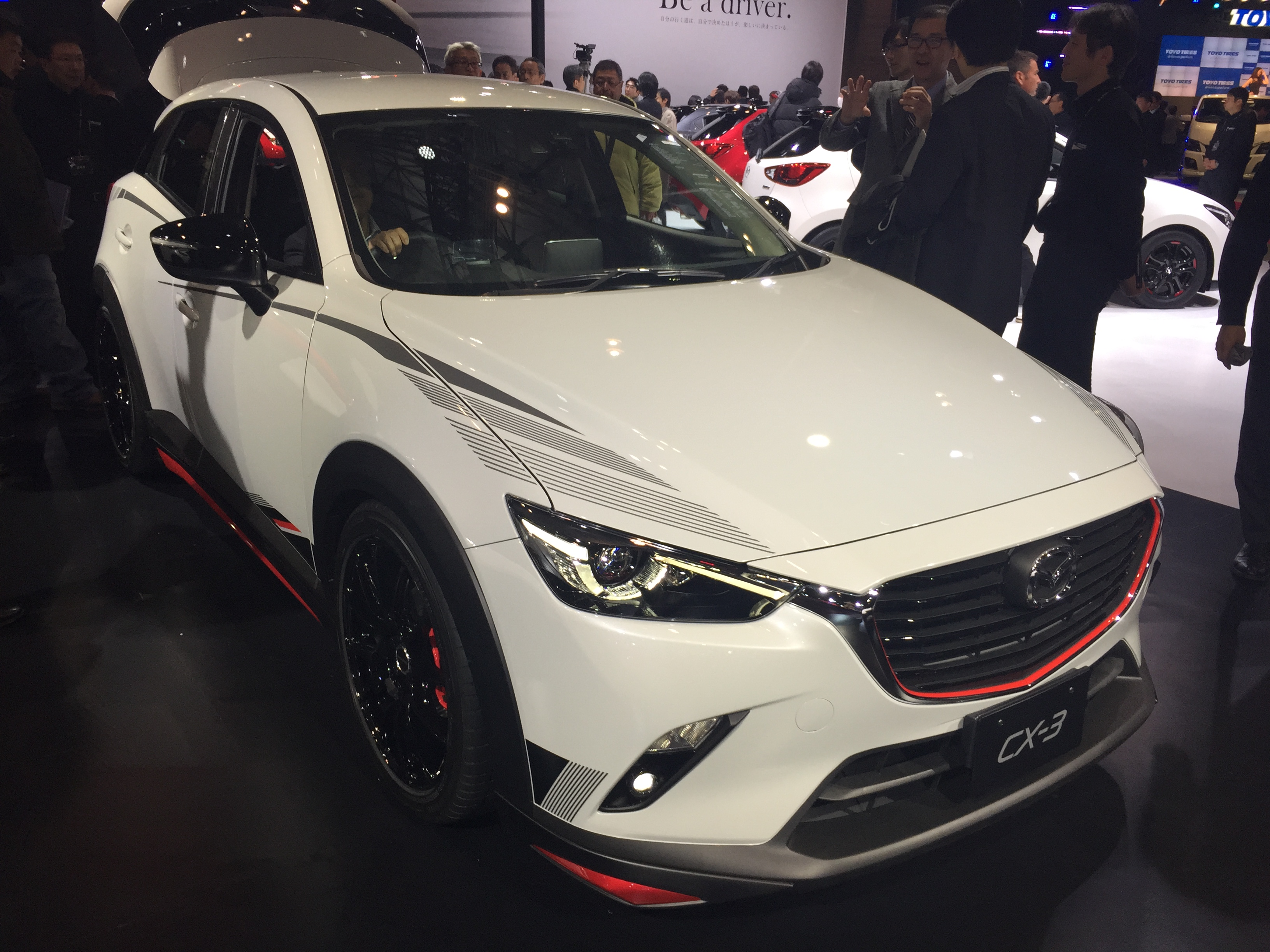
مازدا CX3 راسينغ كونسيبت في 2015 معرض طوكيو للسيارات.

تم الكشف عن نموذج مازدا CX3 راسينغ كونسيبت في صالون سيارات طوكيو 2015 وبعد ذلك ببضعة أيام في معرض أمريكا الشمالية الدولي للسيارات في ديترويت. حيث إحتوت على شباك أمامي بارز بلونين الأسود والكروم  حيث يحتوي بداخله على سبعة قضبان حديدية ويوجد في اسفل المصد فتحة تهوية عريضة بالون الأسود و مصابيح ضباب ذات شكل عمودي.  المصابيح الامامية ذات كثافة عالية ومسحوبة بحدة إلى جانبي السيارة، كما أن هذا النموذج قابل للتعديل مع فتحات هواء وكاتم للصوت.

### إصدار الإنتاج (2016 إلى الوقت الحاضر)

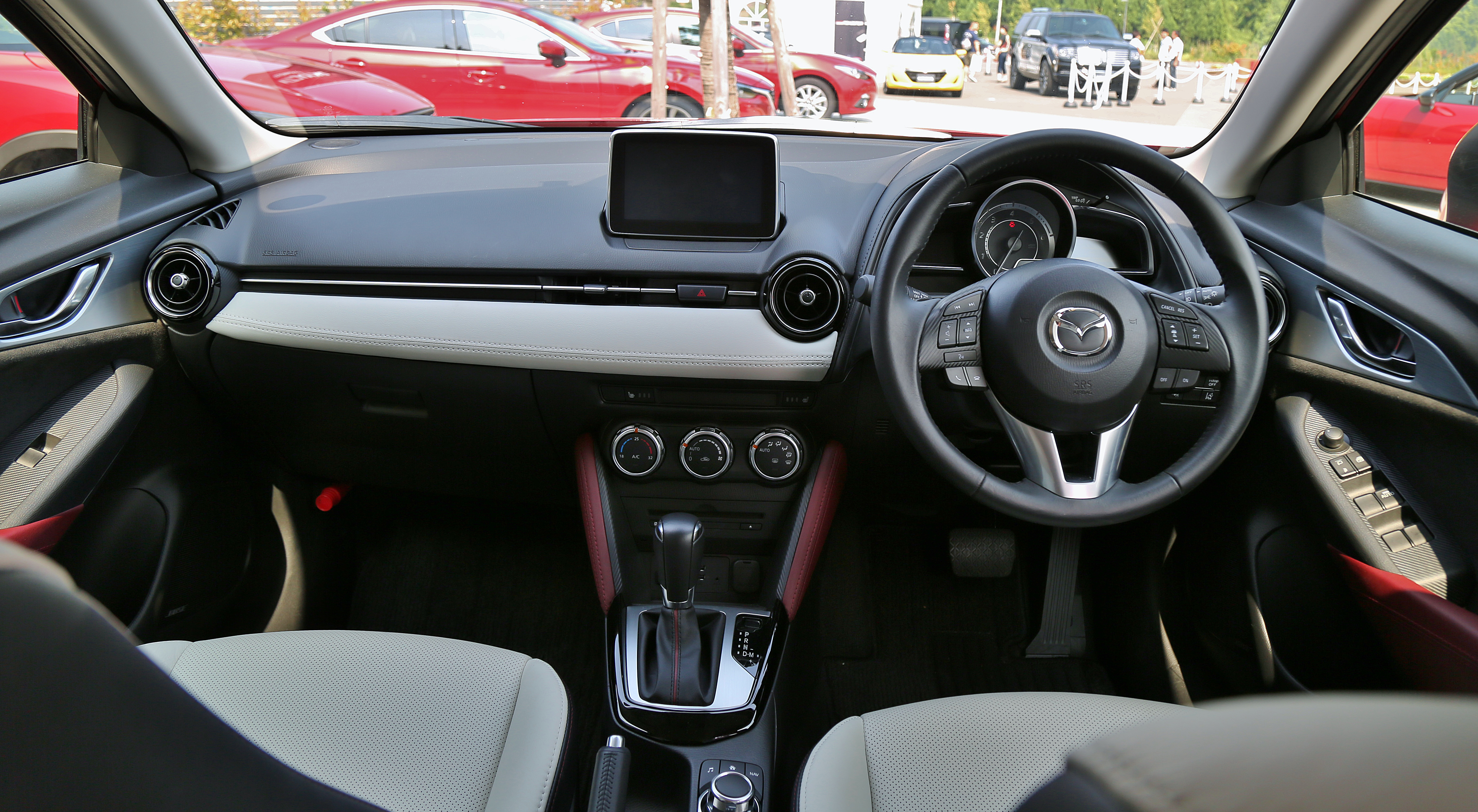
من الداخل

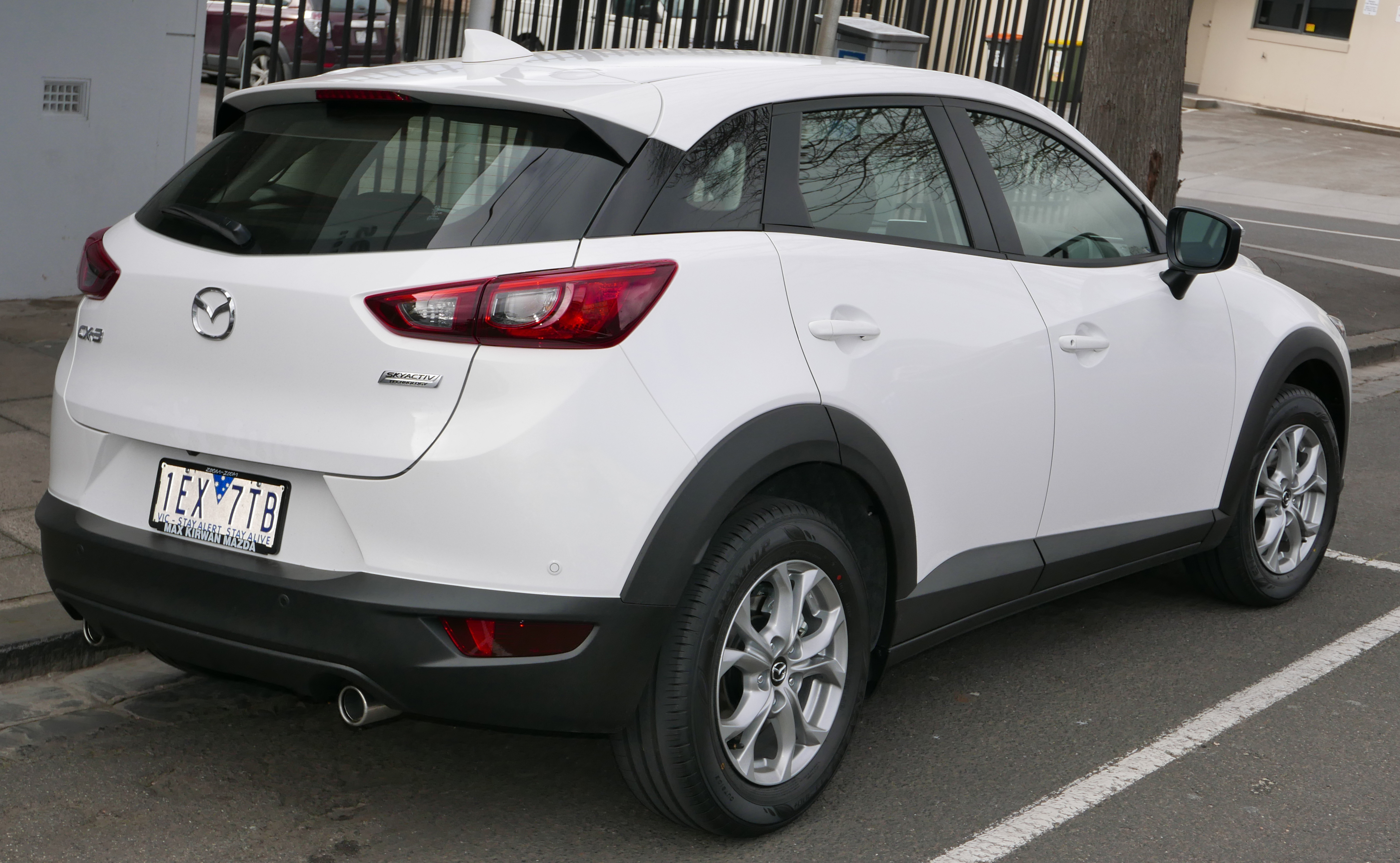
مازدا سي إكس-3 ماكس (أستراليا)

وعرضت CX-3 مع مجموعة من المحركات، مثل محرك البنزين  بسعة 1.5 لتر و 2.0  لتر أربع أسطوانات ومحرك ديزل (SkyActiv-D) سعته 1.5 لتر. بدأت مبيعات سي إكس-3 في الولايات المتحدة في خريف عام 2015 نفس الشيء لنموذج 2016. ليحل محل مازدا 2 سوبكومباكت في سوق أمريكا الشمالية.
وفي جميع تشكيلات النموذج، يتم توفير الطاقة بمحرك SkyActiv-G بسعة 2.0 لتر والذي يولد قدرة 146 حصان (108 كيلو واط) ، (197 نيوتن متر) من عزم الدوران. وهي تتضمن ناقل حركة أوتوماتيكي بست سرعات يمكن إقرانه بنظام اختياري للدفع الكلي.
تتميز كل من سي إكس-3 سبورت و تورينغ و غراند تورينغ بميزة التحكم في السرعة ونوافذ كهربائية ومقعد خلفي قابل للطي مقسم بقياس 60/40. وتشمل الميزات البارزة الأخرى كاميرا الرؤية الخلفية، وإتصال بلوتوث، ونظام المعلومات والترفيه مازدا كونيكت مع شاشة سبعة بوصة كمعدات قياسية.
في آسيا، يتم بيع سي إكس-3 في دول مثل ماليزيا وسنغافورة وتايلاند، وسيتم إدخالها تدريجيا من عام 2016. ويتم تقديم سي إكس-3 بمحرك بنزين رباعي الأسطوانات 2.0 أو 1.5 لتر SkyActiv-D ديزل.

## الجوائز والتقدير
- 2016 Yahoo Autos Savvy Ride of the Year[9]
- 2016 IIHS Top Safety Pick+[10]
- 2016 World Car Design of the Year Finalist